# Vašingtonskaja istorija
Vašingtonskaja istorija (Вашингтонская история) è un film del 1962 diretto da Isidor Markovič Annenskij.